# Societé Anonyme Belge des Tramways de Groningen et de la Province
De Societé Anonyme Belge des Tramways de Groningen et de la Province (TGP) is een voormalige paardentrammaatschappij die in de stad Groningen van 1880 tot 1906 een tramlijn had. In dat jaar werd de lijn door de gemeente Groningen overgenomen, die hem verder exploiteerde onder de naam Gemeente Tram Groningen.

## Plannen voor een tram
In 1864 reed in Nederland voor het eerst een paardentram, te weten in Den Haag. Al snel daarna volgden andere Nederlandse steden, waardoor ook in Groningen de behoefte tot deze eerste vorm van regelmatig openbaar stadsvervoer groeide.
Na een aantal mislukte concessie-aanvragen werd in 1880 een concessie verleend aan de heren Debrouwer en Lebaignes, beiden uit Brussel, voor een "paardenspoorweg" vanaf het hoofdstation door de Herestraat, de Waagstraat, de Grote Markt (noorderzijde), de Oude Ebbingestraat en de Nieuwe Ebbingestraat tot aan de voormalige Ebbingepoort (ter hoogte van het huidige Noorderplantsoen). Aan de heren werd gevraagd om de lijn ook naar het zuiden door te trekken, over de Hereweg tot aan het Sterrebosch. Daarmee gingen zij akkoord en zo werd op 12 mei 1880 de Societé Anonyme Belge des Tramways de Groningen et de la Province te Brussel opgericht.

## De TGP in de stad
De aanleg van het paardenspoor, dat in normaalspoor (1435 mm) werd uitgevoerd, begon eind mei 1880. Nog geen zeven weken later was de lijn voltooid. Op 12 juli vond de feestelijke opening plaats. De remise moest toen nog gebouwd worden, dus waar de paarden en het materieel 's nachts verbleven is niet meer te achterhalen.
In 1884 werd de Noorderstationsstraat aangelegd naar het nieuwe Noorderstation, die aan de net geopende spoorlijn naar Delfzijl lag. Het paardenspoor werd in 1885 naar de "Halte", zoals het Noorderstation genoemd werd, doorgetrokken.
De tramdienst was allesbehalve populair bij de Stadjers. De trambaan was al vlug na de opening in 1880 onderhavig aan baanverzakkingen, waardoor de trams regelmatig op de straatstenen stootten. Dit kwam doordat de rails zonder dwarsliggers of fundering op het losse zand waren gelegd. Als het hevig had geregend, spoelde het zand onder de rails weg, waardoor de rails verzakten als er een tram overheen reed. Dit had tot gevolg dat de paarden, de rijtuigen en de passagiers flink te lijden hadden tijdens de rit. Het Groninger gemeentebestuur tikte de TGP regelmatig op de vingers over de slechte staat van de bestrating en de trambaan. Meestal bleef dit zonder gevolg. In 1894 verscheen er een vernietigend rapport van de directeur der Gemeentewerken over de staat van de 'Groninger Tramway', haar materieel en haar paarden. De TGP werd opgedragen om onmiddellijk de staat van de baan te verbeteren of dat anders de concessie als vervallen zou worden verklaard.

## Reorganisatie
Zover kwam het niet, maar in 1897 werd het bestuur van de TGP vervangen door vier Groningers en werd de tramlijn vernieuwd. Hierbij werd de lijn herlegd en werd de spoorwijdte teruggebracht van 1435 tot 750 mm. De trambaan werd nu uitgevoerd met groefrails, wat een aanzienlijke verbetering in het rijcomfort opleverde. Voor die tijd werden er Finet-rails gebruikt zonder contrarail, waardoor de paardentrams regelmatig op straatkeien stootten en zelfs ontspoorden. Ook het aantal wisselplaatsen werd uitgebreid zodat er een snellere dienstregeling gevoerd kon worden.
Doordat het spoor was versmald tot 750 mm, kon het spoor van de Tramwegmaatschappij Zuidlaren-Groningen (TMZG), dat ook bij het Boschhuis op de Hereweg begon, worden aangesloten op het stadsspoor. Dit is ook gebeurd en soms reden de trams van de TMZG door naar de Grote Markt.

## De gemeente neemt de tram over
Tijdens de "tramcrisis" in 1895 diende zich een nieuwe concessionaris aan, Oppenheim geheten, die de tramdienst wilde uitbreiden met een tweetal tramlijnen. Hij was een kleine twee jaar met het gemeentebestuur in gesprek, voor hij zich uiteindelijk terugtrok. Hij had hiermee wel de gemeente op het idee gebracht dat het tramnet moest worden uitgebreid en dat het zelf beheren van het tramnet voordelig zou kunnen zijn. Het zou echter nog elf jaar duren voor de stap werd gezet. Op 28 april 1906 werd de gemeente eigenaar van de tram en werd de TGP geliquideerd. Voortaan zou de tramdienst worden uitgevoerd door de Gemeentetram Groningen.